# Fonky Family
Fonky Family – francuska grupa hip-hopowa pochodząca z Marsylii, na południu Francji. Grupa ta była aktywna w latach 1994-2006. W jej skład wchodzili Rat Luciano (Christophe Carmona), Sat l'Artificier (Karim Haddouche), Don Choa (François Dilhan), Menzo (Mohamed Ali), Pone (Guilhem Gallart), Fel (Karim Laoubi) i DJ Djel (Djelalli El-Ouzeri).

## Życiorys
Grupa w latach swojej aktywności składała się z czterech raperów Le Rat Luciano, Sat l'Artificier, Don Choa i Menzo, producentów Pone i DJ Djel, tancerki Fel oraz piosenkarek Karima i Namor. Nazwa Fonky pochodzi od tego, że założyciel grupy Le Rat Luciano we wczesnych latach swojego życia słuchał dużo muzyki z gatunku funk. Za początek działalności grupy uważa się 1994 rok. Ich pierwszy utwór to "On Pète Les Plombs". W 1995 r. jako zespół Fonky Family pojawili się gościnnie w utworze "Les Bad Boys de Marseille", pochodzącego z albumu pt. Métèque et Mat francuskiego rapera Akhenatona – członka grupy IAM.
Ich pierwszy studyjny album został wydany w 1997 roku. Płyta zatytułowana Si Dieu Veut... z miejsca osiągnęła status złotej płyty. Rok później zatwierdzono ją jako platyna. Sprzedaż wyniosła na poziomie 400.000 egzemplarzy. W 1998 roku także udzielili się gościnnie na ścieżce dźwiękowej do filmu akcji pt. Taxi. Film okazał się sukcesem kasowym co przyczyniło się do popularności ścieżki dźwiękowej. W międzyczasie Fonky Family wielokrotnie udzielali się gościnnie i na solowych płytach członków IAM. Wiosną 1999 roku grupa wydała minialbum pt. Hors Série Volume 1, na której znajduje się 6 utworów. Zawiera wcześniej niepublikowane piosenki oraz wersje live. Album osiągnął status złotej płyty w ciągu miesiąca.
W 2001 r. zespół wydał kolejny minialbum pt. Hors Série Volume 2. Drugi studyjny album Fonky Family pt. Art de Rue został wydany 27 marca 2001 roku nakładem wytwórni Sony Music. Płyta zadebiutowała na 2. miejscu listy notowań SNEP ze sprzedażą 500.000 egzemplarzy tym samym osiągając status platynowej. W międzyczasie członkowie grupy zajęli się solową karierą. W 2002 roku swój debiutancki album pt. Dans Mon Monde wydał Sat l'Artificier oraz Don Choa – Vapeurs Toxiques. DJ Djel w 2001 i 2003 r. wydał kompilacje. W 2003 roku ukazał się album koncertowy grupy pt. Live au Dôme de Marseille, który osiągnął status złotej.
9 stycznia 2006 roku odbyła się premiera ostatniego albumu zespołu Fonky Family – Marginale Musique. Płyta zadebiutowała na 1. miejscu listy notowań SNEP.

## Dyskografia
Źródło.
Albumy studyjne
- Si Dieu Veut... (1997)
- Art de Rue (2001)
- Marginale Musique (2006)

Kompilacje
- Hors Série Volume 1 (1999)
- Hors Série Volume 2 (2001)
- Live au Dôme de Marseille (2003)